# Isabella di Navarra (1395)
Isabella di Navarra (Isabel in basco, in aragonese, in spagnolo, in galiziano, in asturiano e in portoghese; in catalano Isabel o  Elisabet, Elisabét in occitano, Isabelle in francese, Elizabeth in inglese, Elisabeth in tedesco e in fiammingo; 1395 – 1435/1450) fu principessa di Navarra, contessa consorte d'Armagnac dal 1419 fino alla sua morte.

## Origine[2][3][4][5]
Figlia quintogenita del re di Navarra, conte d'Évreux e duca di Nemours, Carlo III di Navarra detto il Nobile e di Eleonora Enriquez, figlia secondogenita del re di Castiglia e León, Enrico II di Trastamara  e di Giovanna Manuele figlia ultimogenita dello scrittore e uomo politico, Giovanni Manuele di Castiglia, duca di Penafiel (discendente di Ferdinando III di Castiglia, che era suo nonno, mentre Alfonso X di Castiglia era suo zio) e della sua terza moglie, Bianca de la Cerda (1311-1347), figlia di Fernando de la Cerda (1272-1333) e di Giovanna Núñez di Lara (1286-1351), detta la Palomilla.

## Biografia
Isabella fu la prima figlia di Carlo III di Navarra e di Eleonora di Castiglia, nata dopo il ritorno forzato della regina nel regno di Navarra, da dove si era allontanata per intromettersi, dopo la morte del fratello, Giovanni I di Castiglia, nella successione del Castiglia, in quanto il nuovo re, il nipote, Enrico III di Castiglia, era ancora minorenne.
Isabella, nel 1403, fu fidanzata col principe della casa reale di Castiglia, Giovanni, figlio secondogenito del fratello del re di Castiglia e León, Enrico III e futuro re della corona d'Aragona e di Sicilia, Ferdinando (figlio secondogenito di Giovanni I e della sua prima moglie Eleonora di Aragona).
Giovanni e Isabella che, a quel tempo, avevano rispettivamente all'incirca sette anni e otto anni, rimasero fidanzati per parecchi anni; infatti la regina Eleonora, nel suo testamento, datato 27 luglio 1414, dispose per un lascito alla figlia Isabella (su hija Doña Isabel), per il suo matrimonio con Giovanni (el infante D. Juan, hijo secundo del rey D. Fernando de Aragon).
Giovanni, dopo il matrimonio di Isabella, del 1419, avrebbe poi sposato, nel 1420, la sorella maggiore di Isabella, Bianca.
Isabella venne data in moglie al conte d'Armagnac, Giovanni IV, figlio del conte Bernardo VII d'Armagnac e di Il matrimonio fu celebrato il 10 maggio 1419. Secondo altre fonti, in quella data avvenne solo il matrimonio per procura.
La data della morte di Isabella è incerta e la si fa coincidere con un arco di tempo di quindici anni (dal 1435 al 1450)

## Figli[4][9]
Isabella diede al marito cinque figli:
- Giovanni V (1420-1473), Visconte di Lomagne, poi, dal 1450, conte d'Armagnac;
- Maria (tra il 1420 e il 1425-1473), sposò nel 1437 Giovanni II d'Alençon, e il loro nipote, Carlo IV di Alençon ereditò, come Carlo II, la contea d'Armagnac, alla morte del fratello di Maria, il prozio, il conte d'Armagnac, Carlo I;
- Eleonora (1423-1456), sposò nel 1446 Luigi II di Chalon-Arlay, Principe d'Orange, Signore di Arlay e Arguel;
- Carlo I (1425-1497), Visconte di Fézensaguet, poi, dal 1473, conte d'Armagnac;
- Isabella (1430-1476), fu l'amante del fratello, Giovanni V, a cui diede tre figli.

## Ascendenza
|                        |                         |                                | Genitori                         |  |  | Nonni |  |  | Bisnonni               |  |  | Trisnonni      |  |
|                        |                         |                                |                                  |  |  |       |  |  | Filippo III di Navarra |  |  | Luigi d'Évreux |  |
|                        |                         |                                |                                  |  |  |       |  |  | Filippo III di Navarra |  |  | Luigi d'Évreux |  |
|                        |                         | Margherita d'Artois            |                                  |  |  |       |  |  | Filippo III di Navarra |  |  |                |  |
| Carlo II di Navarra    |                         |                                |                                  |  |  |       |  |  | Filippo III di Navarra |  |  |                |  |
|                        |                         | Giovanna II di Navarra         | Luigi X di Francia               |  |  |       |  |  |                        |  |  |                |  |
|                        |                         | Giovanna II di Navarra         | Luigi X di Francia               |  |  |       |  |  |                        |  |  |                |  |
|                        |                         | Giovanna II di Navarra         | Margherita di Borgogna           |  |  |       |  |  |                        |  |  |                |  |
| Carlo III di Navarra   |                         | Giovanna II di Navarra         |                                  |  |  |       |  |  |                        |  |  |                |  |
|                        |                         | Giovanni II di Francia         | Filippo VI di Francia            |  |  |       |  |  |                        |  |  |                |  |
|                        |                         | Giovanni II di Francia         | Filippo VI di Francia            |  |  |       |  |  |                        |  |  |                |  |
|                        |                         | Giovanni II di Francia         | Giovanna di Borgogna             |  |  |       |  |  |                        |  |  |                |  |
| Giovanna di Valois     |                         | Giovanni II di Francia         |                                  |  |  |       |  |  |                        |  |  |                |  |
|                        |                         | Bona di Lussemburgo            | Giovanni I di Boemia             |  |  |       |  |  |                        |  |  |                |  |
|                        |                         | Bona di Lussemburgo            | Giovanni I di Boemia             |  |  |       |  |  |                        |  |  |                |  |
|                        |                         | Bona di Lussemburgo            | Elisabetta di Boemia             |  |  |       |  |  |                        |  |  |                |  |
| Isabella di Navarra    |                         | Bona di Lussemburgo            |                                  |  |  |       |  |  |                        |  |  |                |  |
|                        | Alfonso XI di Castiglia | Ferdinando IV di Castiglia     |                                  |  |  |       |  |  |                        |  |  |                |  |
|                        | Alfonso XI di Castiglia | Ferdinando IV di Castiglia     |                                  |  |  |       |  |  |                        |  |  |                |  |
|                        | Alfonso XI di Castiglia | Costanza del Portogallo        |                                  |  |  |       |  |  |                        |  |  |                |  |
| Enrico II di Castiglia | Alfonso XI di Castiglia |                                |                                  |  |  |       |  |  |                        |  |  |                |  |
|                        |                         | Eleonora di Guzmán             | Pedro Núñez di Guzmán            |  |  |       |  |  |                        |  |  |                |  |
|                        |                         | Eleonora di Guzmán             | Pedro Núñez di Guzmán            |  |  |       |  |  |                        |  |  |                |  |
|                        |                         | Eleonora di Guzmán             | Giovanna Fernández Ponce de León |  |  |       |  |  |                        |  |  |                |  |
| Eleonora di Castiglia  |                         | Eleonora di Guzmán             |                                  |  |  |       |  |  |                        |  |  |                |  |
|                        |                         | Giovanni Emanuele di Castiglia | Manuele di Castiglia             |  |  |       |  |  |                        |  |  |                |  |
|                        |                         | Giovanni Emanuele di Castiglia | Manuele di Castiglia             |  |  |       |  |  |                        |  |  |                |  |
|                        |                         | Giovanni Emanuele di Castiglia | Beatrice di Savoia               |  |  |       |  |  |                        |  |  |                |  |
| Giovanna Manuele       |                         | Giovanni Emanuele di Castiglia |                                  |  |  |       |  |  |                        |  |  |                |  |
|                        |                         | Bianca de La Cerda y Lara      | Fernando de la Cerda             |  |  |       |  |  |                        |  |  |                |  |
|                        |                         | Bianca de La Cerda y Lara      | Fernando de la Cerda             |  |  |       |  |  |                        |  |  |                |  |
|                        |                         | Bianca de La Cerda y Lara      | Giovanna Núñez de Lara           |  |  |       |  |  |                        |  |  |                |  |
|                        |                         | Bianca de La Cerda y Lara      |                                  |  |  |       |  |  |                        |  |  |                |  |